# Южный Крест (пилотажная группа)
«Южный Крест» (исп. Escuadrilla de Alta Acrobacia Cruz del Sur) — аргентинская аэробатическая группа, созданная на базе 4-й воздушной бригады национальных ВВС. В составе эскадрильи 7 российских спортивно-тренировочных самолётов Су-29. Базируется в районе города Мендоса.
Группа осуществляла полёты с 1962 по 1985 годы на F-86 Sabre. Возобновлена в 1997 году, когда для повышения лётного мастерства пилотов у России были закуплены 7 самолётов Су-29. В 2013 году планируется переоснастить группу на самолёты IA 63 Pampa II местного производства.

## Самолёты
| Самолёт        | Количество | Период    |
| -------------- | ---------- | --------- |
| F-86F Sabre    | 6          | 1962—1985 |
| Су-29AR        | 7          | 1997—2010 |
| IA 63 Pampa II | 6          | с 2013    |